# Mjällom
Mjällom – miejscowość (tätort) w Szwecji w gminie Kramfors w regionie Västernorrland. Około 326 mieszkańców.